# Societas/Communitas
Societas/Communitas – polskie czasopismo naukowe, w którym publikowane są teksty antropologiczne, filozoficzne, politologiczne, psychologiczne i socjologiczne. 
Wydawane przez Instytut Stosowanych Nauk Społecznych Uniwersytetu Warszawskiego. Ukazuje się w cyklu półrocznym od 2006 roku. Jego pomysłodawczynią i redaktorką naczelną w latach 2006–2010 była Aldona Jawłowska. W skład zespołu redakcyjnego wchodzą Barbara Fatyga, Małgorzata Fuszara, Barbara Lewenstein, Beata Łaciak, Małgorzata Mieszkowska, Andrzej Mościskier, Marek Rymsza, Joanna Tokarska-Bakir, Grażyna Woroniecka i Elżbieta Zakrzewska-Manterys. 
Pismo znajduje się na ministerialnej liście czasopism punktowanych od 2009 roku.